# Timmy Trumpet
Timmy Trumpet, de son vrai nom Timothy Jude Smith (né le 9 juin 1982 à Sydney), est un DJ et producteur australien.

## Biographie
Originaire de Sydney, Timmy Trumpet débute en 2005 et est soutenu par des groupes mondialement connus comme la Swedish House Mafia, qu'il accompagnera lors de sa tournée en Australie en 2011,. Il fait une apparition dans la série américaine The Stafford Brothers et il joue un rôle important.
Le 25 octobre 2011, il est sélectionné après avoir mixé avec la Swedish House Mafia quelques mois plus tôt, pour accompagner Stevie Wonder en tournée à Sydney. Freaks, sorti en 2014, étend sa notoriété jusqu'alors limitée à l'Australie, et le single se classera 11e en France, 6e en Belgique et en Suède, et atteindra la 1re place des ventes de singles en Nouvelle-Zélande. D'autres singles comme Nightmare ou Hipsta ne connaîtront pas le même succès que les précédents morceaux.
En 2016, le grand public redécouvre Timmy Trumpet en trance psychédélique grâce à ses deux singles PSY or DIE avec Carnage et Oracle. Tous deux sont sortis sur Spinnin' Records.
Depuis plus de 5 ans, Timmy Trumpet partage sa vie avec Anett Tomcsányi. Ils se marient le 28 mai 2022[réf. nécessaire].

## Discographie

### Singles
- 2009 : Sunrise [Central Station Records]
- 2010 : Tromba Ye Ye Ye (avec KCB) [Xelon Entertainment]
- 2011 : Trrrumpet [Hussle Recordings]
- 2011 : Endriago (avec Ben Morris & Venuto) [Neon Underground]
- 2011 : Horny (avec Tenzin) [Onelove]
- 2012 : Sassafras (avec Chardy) [Hussle Recordings]
- 2012 : Infinity [Hussle Recordings]
- 2012 : Hornpipe Fever (avec Juan Kidd & Jonathan Ulysses) [Housesession Records]
- 2013 : Snapback [Hussle Recordings]
- 2013 : Melbournia (avec Chardy) [Hussle Recordings]
- 2014 : Bleed (avec SCNDL) [Scorpio Music]
- 2014 : The Buzz (avec New World Sound) [DOORN Records]
- 2014 : Freaks (avec Savage) [Scorpio Music]
- 2014 : Nightmare [DOORN Records]
- 2015 : Hipsta (avec Chardy) [Hussle Recordings]
- 2015 : Toca (avec Carnage & KSHMR) [Ultra Music]
- 2015 : ROMA (avec Will Sparks)
- 2015 : Mantra [Hussle Recordings]
- 2016 : PSY or DIE (avec Carnage) [Spinnin' Records]
- 2016 : Collab Bro (avec ANGEMI) [Maxximize Records]
- 2016 : Party Till We Die (avec MAKJ feat. Andrew W.K.) [Spinnin' Records]
- 2016 : Oracle [Spinnin' Records]
- 2017 : Satellites (avec Qulinez) [Hussle Recordings]
- 2017 : Take Your Call
- 2017 : Al Pacino (avec Krunk!) [Spinnin' Records]
- 2017 : Punjabi (avec Dimatik) [Dharma Worldwide]
- 2017 : Narco (avec Blasterjaxx) [Maxximize Records]
- 2017 : Deja-Vu (avec Savage) [Hussle Recordings]
- 2018 : The Underground (avec Hardwell) [Revealed Recordings]
- 2018 : 100 (avec Vini Vici feat. Symphonic) [Spinnin' Records]
- 2018 : Flamenco (avec JETFIRE feat. Rage) [Dharma Worldwide]
- 2018 : Toro (avec Junkie Kid) [Heavyweight Records]
- 2018 : Booty Shake (avec Max Vangeli) [Armada Music]
- 2018 : Scarborough Fair (avec TNT) [Titanic Records]
- 2018 : Trumpets (avec Lady Bee) [Hussle Recordings]
- 2018 : Attention (avec Julian Jordan) [Gold Kid Records]
- 2018 : The Prophecy (avec Maddix) [Revealed Music]
- 2018 : Rockstar (Sub zero project feat. DV8) [Spinnin' Records]
- 2018 : Mufasa (avec The Golden Army) [Spinnin' Records]
- 2019 : Wassup (Listen To The Horns) (avec Kastra feat. Chuck Roberts) [Hussle Recordings]
- 2019 : Metaphor (avec Alok) [Spinnin' Records]
- 2019 : High (feat. Bliss n Eso et Lee Fields) [Hussle Recordings]
- 2019 : World At Our Feet [Hussle Recordings]
- 2019 : The People (avec KSHMR) [Dharma Worldwide]
- 2019 : Raveille (avec Plastik Funk) [Hussle Recordings]
- 2019 : Nah Nah (avec Carnage feat. Wicked Minds) [Heavyweight Records]
- 2019 : Rubber Bands (avec Martin Jensen) [Hussle Recordings]
- 2019 : Hava (avec Steve Aoki feat. Dr Phunk) [Ultra Music]
- 2019 : Therapy (feat. Charlott Boss) [Hussle Recordings]
- 2019 : Tricky Tricky (avec W&W et Will Sparks feat. Sequenza) [Rave Culture]
- 2019 : Carnival (avec MATTN, Wolfpack et X-Tof) [Smash The House]
- 2020 : Dumb (feat. Charlott Boss) [Hussle Recordings]
- 2020 : The Anthem (Der Alte) (avec Dimitri Vegas & Like Mike) [Smash The House]
- 2020 : Falling (avec Nicky Romero) [Protocol Recordings]
- 2020 : F*CK YEAH (avec Will Sparks, Code Black et Toneshifterz) [Spinnin' Records]
- 2020 : Everybody In The Party (avec 22Bullets feat. Ghost) [Dharma Worldwide]
- 2020 : Diamonds [Spinnin' Records]
- 2020 : 911 (avec R3hab) [CYB3RPVNK]
- 2020 : Armageddon (avec Florian Picasso) [Dim Mak Records]
- 2020 : The Prayer (avec KSHMR et Zafrir) [Sinphony]
- 2020 : The King (avec Vitas) [Sinphony]
- 2020 : Mars [Sinphony]
- 2020 : Up & Down (avec Vengaboys) [Sinphony]
- 2020 : Project X (avec Sub Zero Project) [Sinphony]
- 2020 : Tarantino (avec Steve Aoki feat. STARX) [Dim Mak Records]
- 2020 : Thunder (avec Vini Vici) [Dharma Worldwide]
- 2020 : Child Of The Devil (avec Jebroer et Dr Phunk) [Sinphony]
- 2020 : Mad World (avec Gabry Ponte) [Smash The House]
- 2020 : Paul Is Dead (avec Scooter) [Kontor Records]
- 2021 : Distant Memory (avec R3hab & W&W) [CYB3RPVNK]
- 2021 : Stay Mine (avec Afrojack) [Spinnin' Records]
- 2021 : Hey Motherfucker (avec Nitti Gritti) [Sinphony]
- 2021 : Camelot (feat. Smash Mouth) [Sinphony]
- 2021 : Another Level (feat. Lovespeake) [Smash The House]
- 2021 : Don't You Want Me (avec Felix) [Kontor Records/Armada Music]
- 2021 : Feel Your Love (avec Dimitri Vegas & Like Mike et Edward Maya) [Smash The House]
- 2021 : Far From Home (avec Vini Vici & Omiki) [Smash The House]
- 2021 : Anita (avec Armin van Buuren) [Armada Music]
- 2021 : Cardio [Spinnin' Records]
- 2021 : Mosh Pit (avec Dimatik et Overdrive) [Sinphony]
- 2021 : Never Let Me Go (avec Cascada et Harris & Ford) [Sinphony]
- 2021 : Friday (avec Blinkie feat. Bright Lights) [Neon Records]
- 2021 : How To Safe A Life (feat. loafers & The High) [Signature]
- 2021 : Dance Tonight (avec Aztek et Darren Styles) [Smash The House]
- 2022 : Call Me (avec Gabry Ponte et R3hab) [GEKAI/Spinnin' Records]
- 2022 : Vivaldi (feat. Mariana BO) [Tomorrowland Music]
- 2022 : Lights Go Down [Sinphony]
- 2022 : Ininna Tora (avec KSHMR et Mildenhaus) [Dharma Worldwide]
- 2022 : Just In Case [Spinnin' Records]
- 2023 : Eternity (feat. Bassjackers & KSHMR) [Spinnin' Records]

### Remixes
- 2009 : Goldfish - This Is How It Goes (Timmy Trumpet Remix) [Pacha Recordings]
- 2010 : P-Money - Say Yeah feat. Aaradhna & David Dallas (Timmy Trumpet Mix) [Central Station Records]
- 2011 : P-Money - Dance With You feat. PNC, Vince Harder, Meryl Cassie & Mz J (Timmy Trumpet Mix) [Central Station Records]
- 2012 : Tenzin - Love Goes On (Timmy Trumpet Remix) [Onelove]
- 2014 : Quintino & MOTi feat. Taylr Renee - Dynamite (Timmy Trumpet Remix) [Spinnin' Records]
- 2015 : Havana Brown - Better Not Said (Timmy Trumpet Remix) [Umusic]
- 2017 : Throttle - Baddest Behaviour (Timmy Trumpet Remix) [Spinnin' Records]
- 2019 : Tujamo - Drop That Low (When I Dip) (Timmy Trumpet Remix) [Spinnin' Records]
- 2019 : Deorro - All This Time (Timmy Trumpet Remix) [Ultra Music]
- 2020 : Edward Maya & Vika Jigulina - Stereo Love (Timmy Trumpet Remix) [Ultra Music]

## Top 100 deDJ Magazine
Au classement des 100 meilleurs disc jockeys du monde, publié annuellement par DJ Magazine après un vote en ligne ouvert au public, Timmy Trumpet se positionne aux places suivantes :
- 2016 : #75 (entrée)
- 2017 : #43 (+37)
- 2018 : #33 (+10)
- 2019 : #13 (+20)
- 2020 : #10 (+3)
- 2021 : #9 (+1)
- 2022 : #8 (+1)
- 2023 : #6 (+2)
- 2024 : #5 (+1)